# جيمس هال (لاعب جمباز فني)
جيمس هال (بالإنجليزية: James Hall) هو لاعب جمباز فني بريطاني، ولد في 6 أكتوبر 1995 في بانكستاون في أستراليا.

## وصلات خارجية
- جيمس هال على موقع الاتحاد الدولي للجمباز (licence) (الإنجليزية)
- جيمس هال على موقع الاتحاد الدولي للجمباز (biography) (الإنجليزية)
- جيمس هال على موقع اللجنة الأولمبية الدولية (الإنجليزية)
- جيمس هال على موقع أوليمبيديا (الإنجليزية)
- جيمس هال على موقع اللجنة الأولمبية البريطانية (الإنجليزية)